# Bonaire

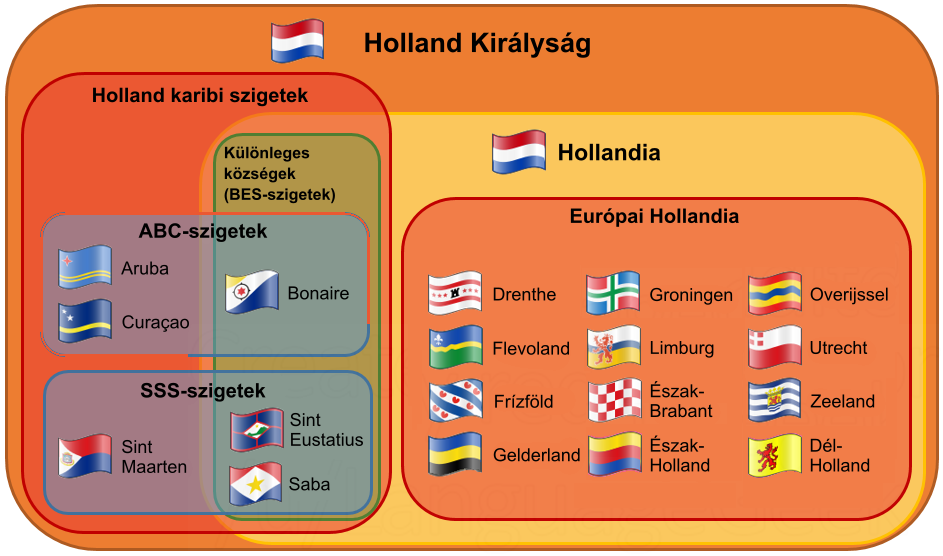
A Holland Királyság államjogi szerkezete 2010-től

Bonaire sziget a Karib-tenger déli részén, kevesebb mint 100 mérföldre Venezuela partjaitól. Bonaire különleges község (hollandul: Bijzondere gemeente Bonaire, papiamentóul Komun special di Boneiru), amely még a lakatlan Kis-Bonaire (hollandul: Klein Bonaire) szigetet foglalja magába, Hollandia egyik különleges községe, Sabával és Sint Eustatiusszal együtt Karibi Hollandiának illetve BES szigeteknek (Bonaire, Eustatius, Saba) is nevezik. Székhelye Kralendijk.
Bonaire a Kis-Antillákhoz tartozó ABC-szigetek (Aruba, Bonaire és Curaçao) tagja. Szárazföldi területe 294 km², lakossága 24 090 fő (2023. jan. 1.). A karibi térség nagy részével ellentétben az ABC-szigetek a hurrikán övön kívül esnek.
2010. október 10-ig a Holland Antillák része volt, de egy népszavazás eredményeként Hollandia különleges községe lett.

## Etimológia
A "Bonaire" név eredete a feltételezések szerint a venezuelai Caquetio bennszülött népcsoport Bonay' szavából ered aminek jelentése: alacsony országban. A korai spanyol és holland hódítók változtatták meg Bonairére. Bár a francia befolyás nagyon sokáig jelen volt a szigeten, de nem volt elég erős ahhoz hogy megváltoztassák a Bonaire szó jelentését jó levegőre.

## Történelem

### Eredeti lakói
Bonaire legkorábbi ismert lakói a caquetio indiánok voltak, akik egy másik törzs az arawak indiánok leszármazottjai és feltehetően a mai Venezuelából érkeztek a szigetre. A régészek a caquetio kultúrára utaló maradványokat találtak Kralendijk északkeleti részén és a Lac-öböl közelében. Továbbá erre a kultúrára utaló falfestményeket és domborműveket az Omina, Ceru Pungi, Ceru Crita-Cabai nevű barlangokban. A caquetio indiánok magas emberek voltak, amire a sziget régi neve is utal: las Islas de los Gigantes vagyis az óriások szigete.

### Európaiak érkezése
1499-ben Alonso de Ojeda érkezett Curaçaoba és a szomszédos Bonaire szigetére. Ojedát Amerigo Vespucci és Juan de la Cosa kísérte. A spanyol hódítók úgy gondolták, hogy a szigetek nem haszontalanok, ezért 1515-ben bennszülötteket erőszakkal Santo Domingo rézbányáiba deportáltak rabszolgának.

#### Spanyol időszak
1526-ban Juan de Ampies-t nevezték ki az ABC-szigetek spanyol parancsnokává. Visszahozta az eredeti Caquetio egy részét Bonairébe és Curaçaoba. Ampies háziasított állatokat importált Spanyolországból. A spanyol lakosok többnyire a sziget belsejében lévő Rinconban éltek, amely a kalóztámadások ellen védett volt.

#### Holland időszak
A hollandiai West India Companyt 1621-ben alapították. 1623-tól a West India Company hajói Bonairére jöttek vízért, húsért és fáért. A hollandok a szigeten hagytak néhány spanyol és portugál foglyot és ők alapították Antriolt. A hollandok és a spanyolok 1568-tól 1648-ig harcoltak a szigetekért az úgy nevezett Nyolcvan éves háborúban. 1633-ban a hollandok elvesztették Sint Maarten szigetét a spanyol megtorlásra. A hollandok ezután megtámadták Arubát, Bonairét és Curacaót. Bonairét 1633 márciusában hódították meg. A hollandok 1639-ben felépítették Fort Oranje-t. Míg Curacao a rabszolga-kereskedelem központja lett, addig Bonaire a West India Company székhelyévé vált.

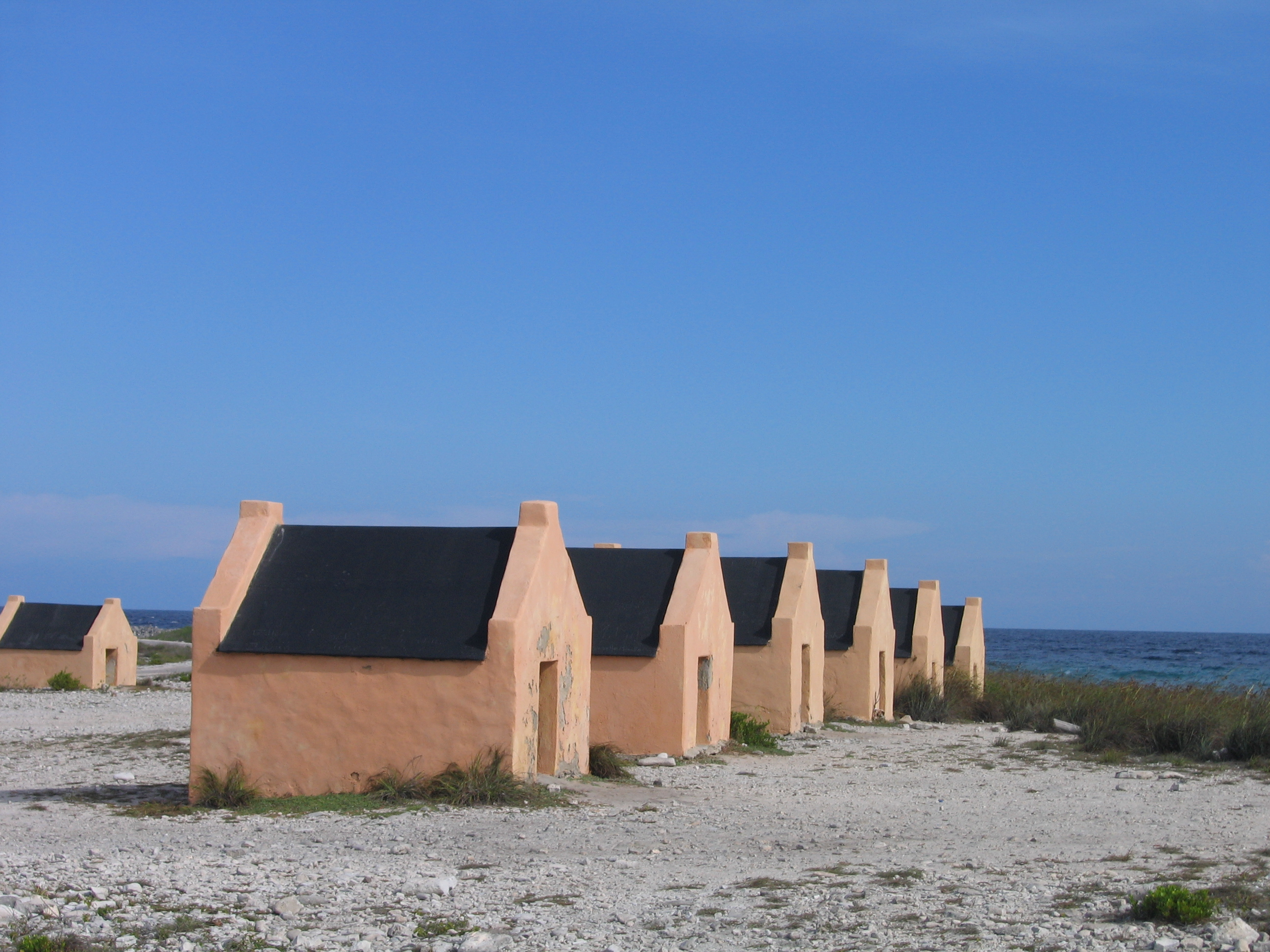
A Slave kunyhók

A kis számú afrikai rabszolgák mellett dolgoztak itt helyi indiánok és elítéltek is. Termesztettek itt kukoricát és egyéb haszonnövényeket. Rincon környékén építettek kőből épült házakat, ezeket Slave kunyhóknak nevezzük. Ezek a kunyhók túl alacsonyak ahhoz, hogy egy férfi kiegyenesedjen bennük.

#### Brit időszak
A napóleoni háborúk alatt Hollandia kétszer (1800-1803, 1807-1816) vesztette el Bonaire feletti uralmát. Ezen időszakok alatt a szomszédos Curacao szigetével együtt a britek uralkodtak a szigetek felett. Az ABC-szigetek az 1814-es angol-holland szerződés alapján Hollandia uralma alá kerültek. A brit uralkodás ideje alatt sok fehér kereskedő telepedett le itt és felépítették Playa települését 1810-ben.

### Emancipáció
1816-tól 1868-ig Bonaire kormányzati ültetvény maradt. 1825-ben a szigeten több mint 300 rabszolga volt a kormány tulajdona. Fokozatosan egyre több rabszolgát szabadítottak fel, bizonyos feltételekkel a kormány felé. A fennmaradó rabszolgákat 1862. szeptember 30-án szabadították fel az Emancipációs Rendelet alapján. Ebben az időben a szigeten 607 kormányzati rabszolga és 151 magán rabszolgát szabadítottak fel.

### A területek elosztása
1867-ben a kormány eladta a legtöbb közterületet. Az egész népesség két nagy magántulajdonostól függött, ami miatt sok ember szenvedett. Sok lakost arra kényszerítettek, hogy Arubára, Curacaóba vagy Venezuelába költözzön.

### A második világháború

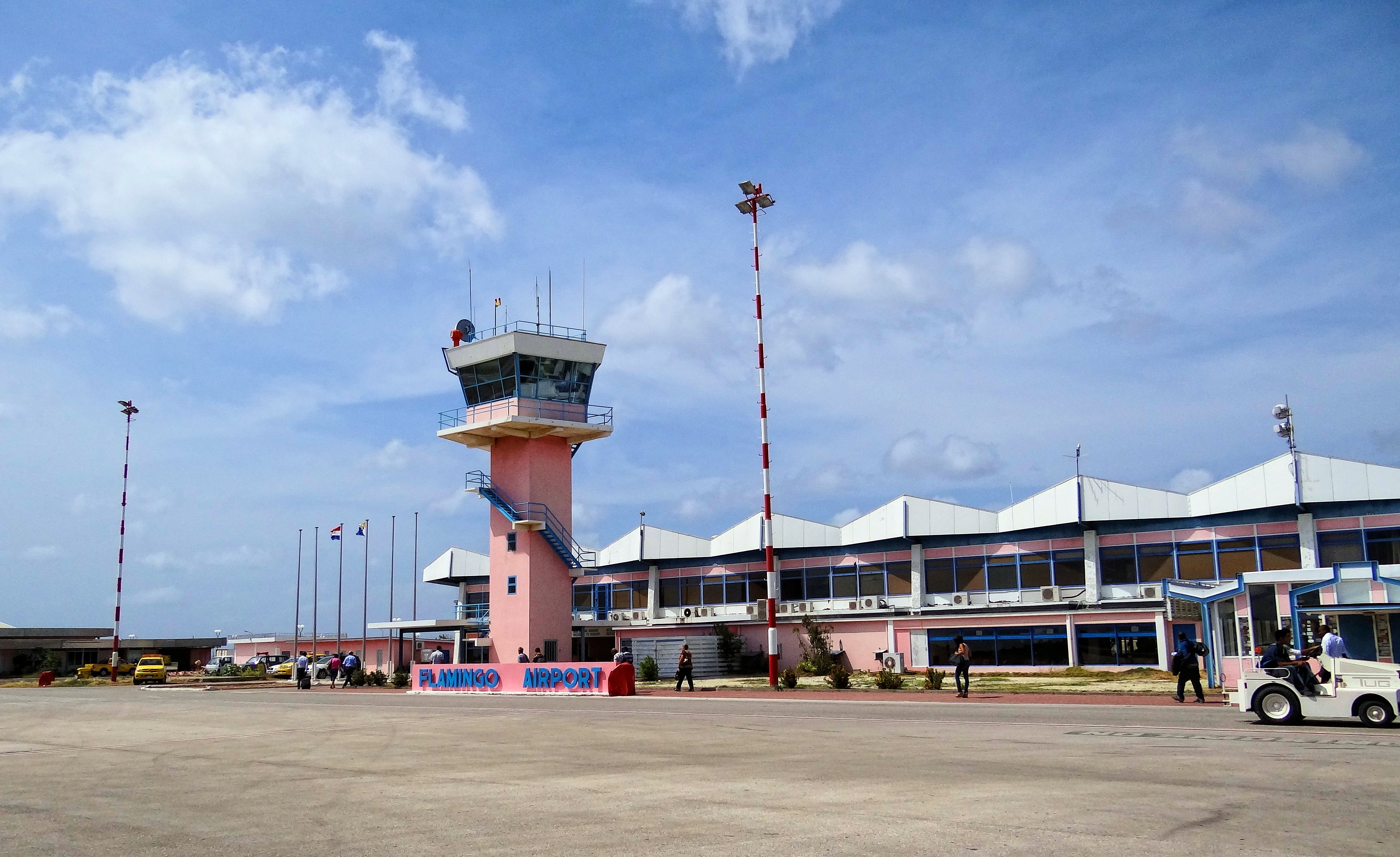
A Flamingo Nemzetközi Repülőtér 2013-ban

A második világháború idején Hollandiában a német megszállás alatt Bonaire volt Nagy-Britannia és az Amerikai Egyesült Államok védnöksége. Az amerikai hadsereg felépítette a Flamingo Repülőteret, mint a légierő bázisát. Miután Németország betört Hollandiába 1940. május 10-én, sok osztrák és német állampolgárt internáltak Bonaire-i táborokban a háború idejére. 1944-ben a Holland Julianna Hercegnő és Eleanor Roosevelt meglátogatta a Bonaire-i csapatokat.

#### A háború után

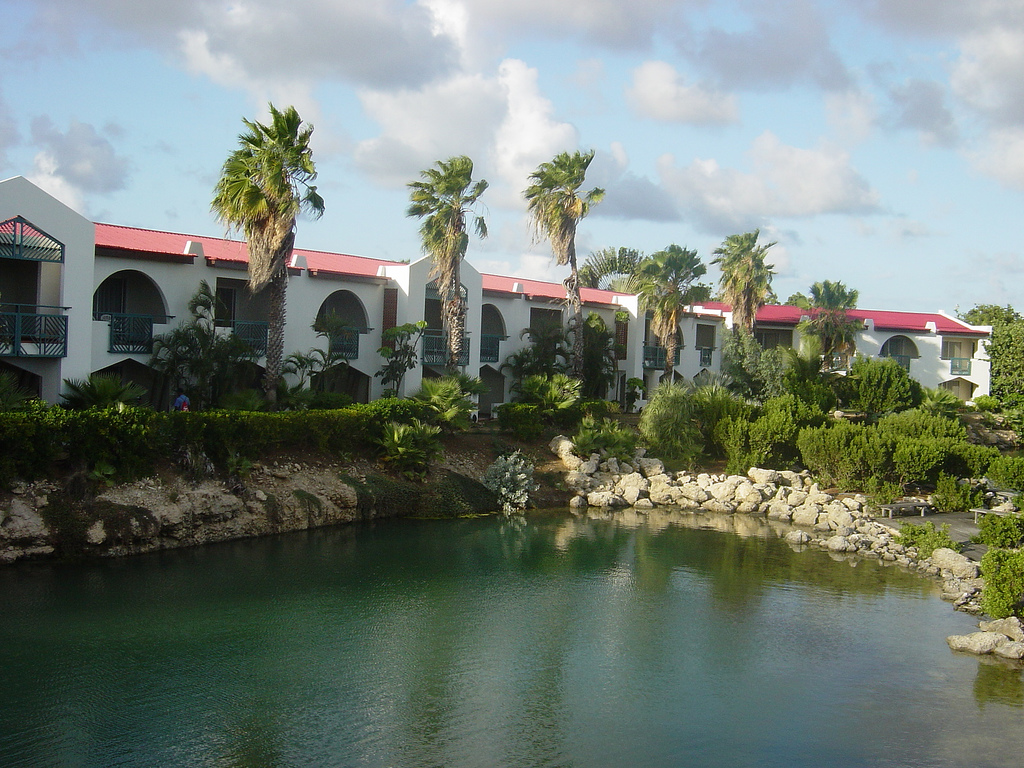
Egy hotel Bonairén

A háború után Bonaire gazdasága tovább fejlődött. A repülőtér polgári forgalomra lett átalakítva, és az egykori internáló tábor lett a Bonaire első szállodája. A holland Schunck család egy Schunck Kledingindustrie Bonaire nevű ruházati gyárat épített és üzemeltetett. 1964-ben a Trans World Radio elkezdett műsorokat sugározni Boneiré-ből. A Holland Nemzetközi Rádió (angolul: Radio Netherlands Worldwide, hollandul: Radio Nederland Wereldomroep) 1969-ben két rövid hullámhosszú rádió adót épített a szigeten. A második nagyobb szálloda (Bonaire Beach Hotel) építését 1962-ben fejezték be. A sótermelés 1966-ban folytatódott, amikor a só lelőhelyeket a Antilles International Salt Company bővítette és modernizálta. A létesítmények egy része kiterjed a Karib-tengerre és egyes népszerű merülőhelyekre. A Bonaire Petroleum Corporation (BOPEC) 1975-ben nyílt meg olajszállítás céljával a szigeten.

## Földrajz

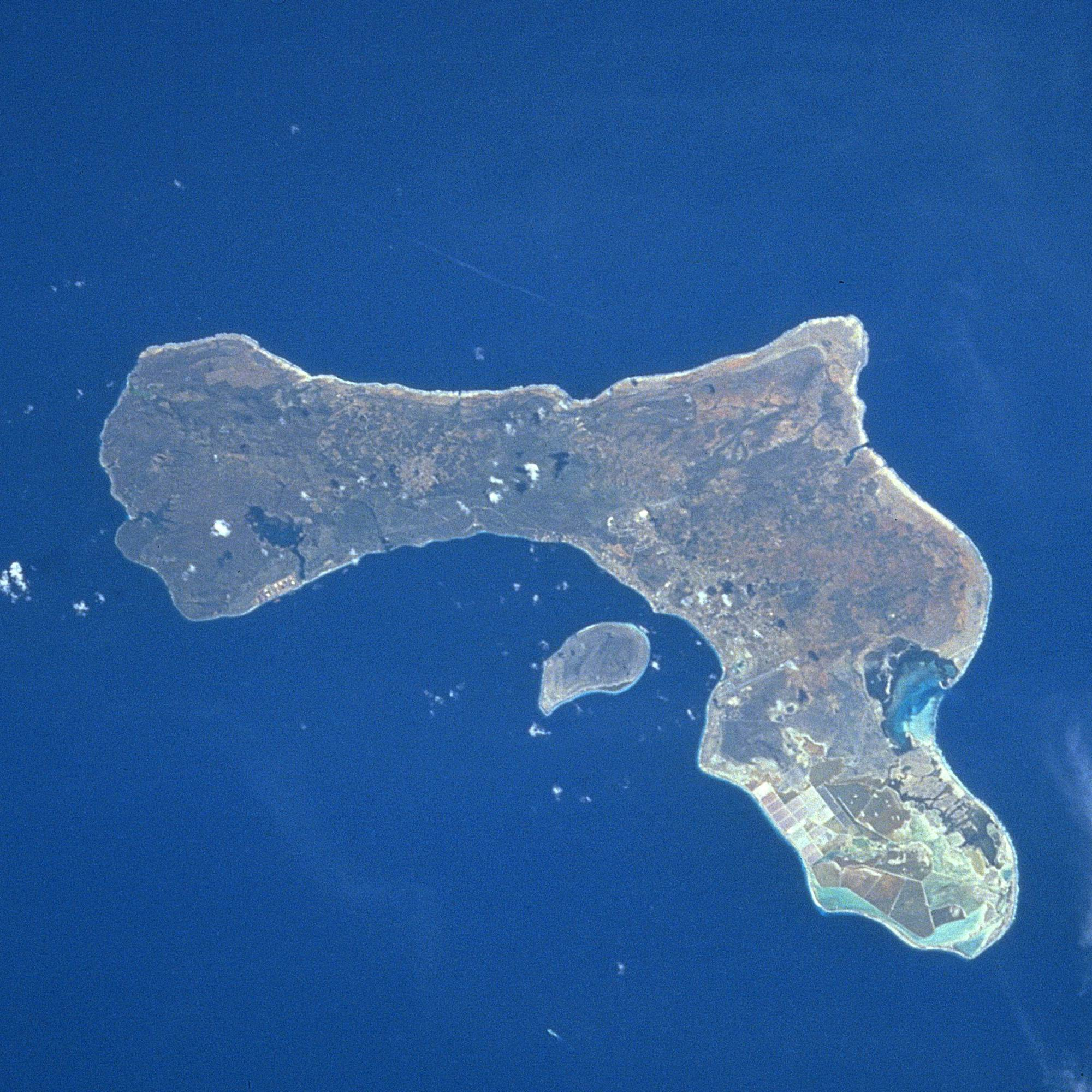
Bonaire és Klein Bonaire műholdas képe.

Bonaire mintegy 80 km-re fekszik Venezuela partjaitól a Dél-Amerikai kontinens talapzatán, ezért geológiai szempontból a kontinens része.
A geológusok úgy vélik, hogy a Bonaire viszonylag újabb sziget. Mivel a közeli kontinentális polc (most Montserrat közelében) átkerült a térségen, az óceán felszínére hatalmas tömegű szikla került, és ezáltal létrejöttek a Kis-és Nagy-Antillák szigetei, többek között Bonaire. Ahogy a tengerfenék magassága megnőtt, hatalmas korallzátony jött létre a szárazföldön. Ezek a korallok végül ki voltak téve a levegőnek és ezáltal elpusztultak, így az évezredek során felszíni mészkő képződött belőlük.
Hatalmas mennyiségű korall csontváz látható a partvonal mentén és Bonaire belsejében. A sziget lényegében egy korallzátony, amely a tengerből emelkedett ki. Ez azt eredményezte, hogy a természetes hullámzó zátony rendszere ma is látható, amelyben a korall formációk a parton kezdődnek. Az árapály-változások mértéke csak kb. 1,8-2,5 láb (55–61 cm), így a korallok az alacsony dagályú vonalon kezdődnek és tovább folytatódnak, a sziget bázisának vízalatti topológiáját követve.
A sziget északi vége viszonylag hegyvidék, bár a legmagasabb csúcsa csak 240 méter (790 láb). A sziget déli része majdnem lapos és alig emelkedik a tengerszint felett. Ennek a déli régiónak jelentős részét tengervízzel borítják a sótartalom párolgása miatt. Ez a terület magában foglalja a Lac-öbölben lévő nagy mangrove erdőt is. A part menti lagúnák és öblök közül a legnagyobb az északi Goto-tó. Ezek a lagúnák és a vizes élőhelyek kiváló élőhelyet nyújtanak számos part menti vadászok számára.

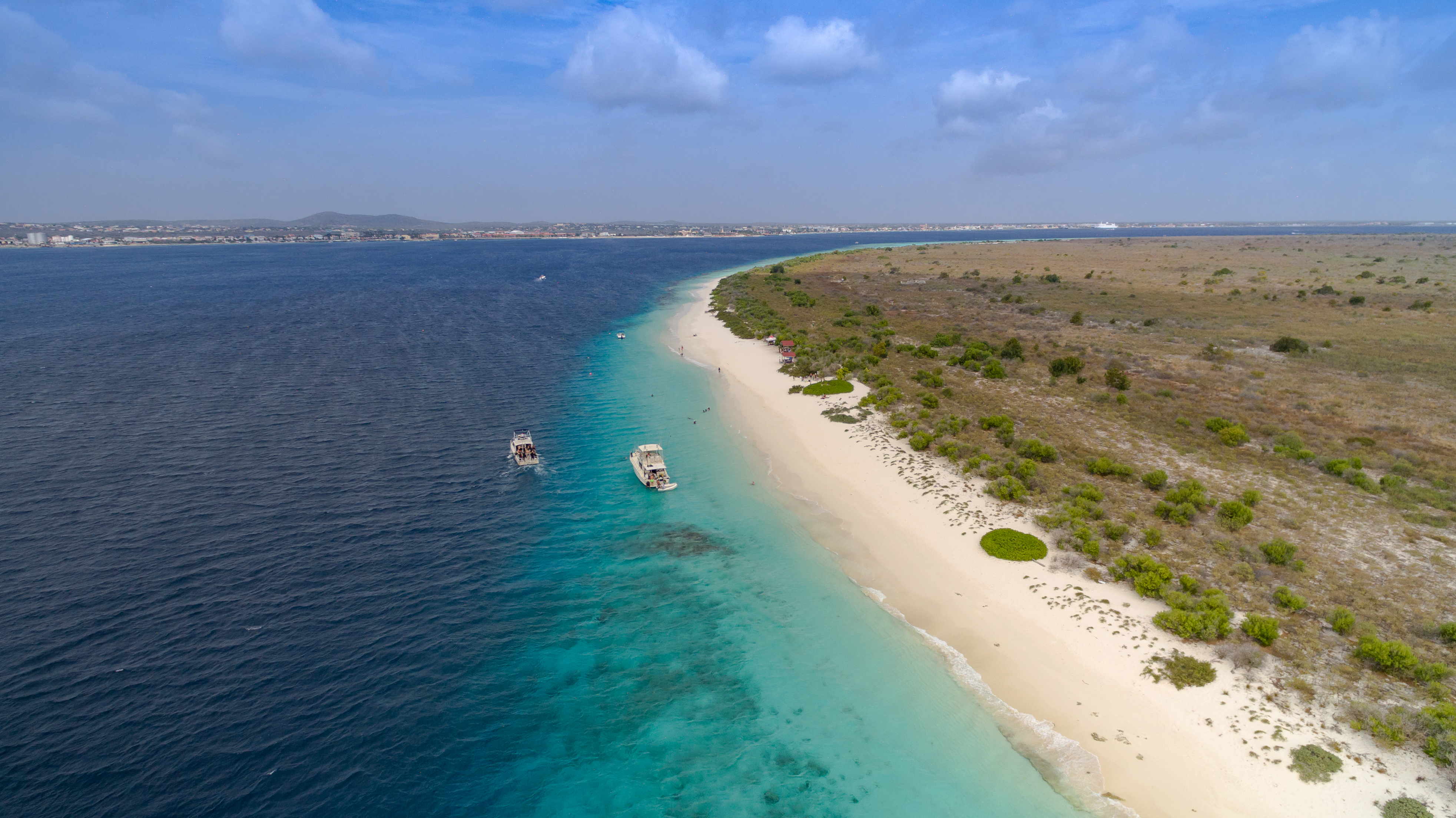
Klein Bonaire tengerpartja

Bonaire meleg, száraz és szeles éghajlatú. Az átlaghőmérséklet 81,5 °F (27,5 °C). Az óceán hőmérséklete átlagosan 26 és 30 °C között van. A legmagasabb rögzített hőmérséklet 96,4 °F (35,8 °C) és a legalacsonyabb, 67,6 °F (19,8 °C). Szinte állandó szél fúj keletről átlagos sebességgel, ami 12 csomó (22 km / h).
A páratartalom állandó, átlagosan 76%, naponta 85% és 66% között ingadozik. Az éves átlag csapadékmennyiség 20,5 hüvelyk (520 mm), a legtöbb eső októbertől januárig esik. Bonaire a hurrikán övön kívül fekszik, bár időjárását és óceáni körülményeit időnként a hurrikánok és a trópusi viharok is befolyásolják. Ez a félszáraz éghajlat elősegíti a különböző kaktuszok és más sivatagi növények elterjedését.
A Bonaire területe 288 négyzetkilométer (111 négyzetméter), a Klein Bonaire pedig további 6 km ² .
A Washington Slagbaai Nemzeti Park ökológia védelmet biztosít a sziget északi oldalának. Bonaire legmagasabb pontja, a Mount Brandaris 240 m magas, ezen a területen található a nemzeti park, és a hegy tetején teljes kilátás van a szigetre.

### Ökológia

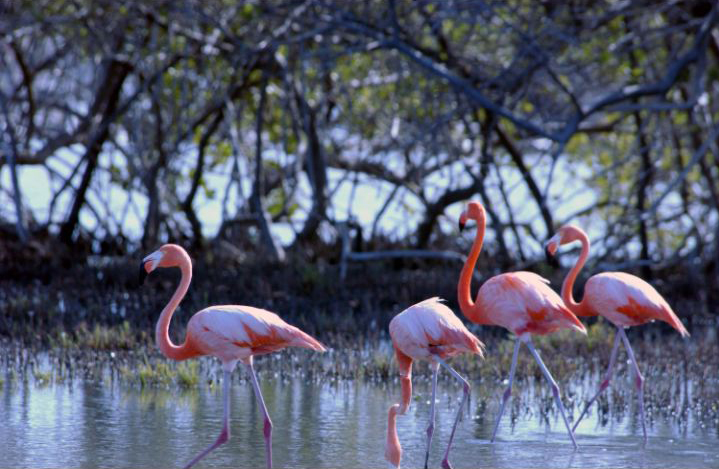
Karibi flamingók a sziget déli végén.

A Bonaire-t egy korallzátony határolja, amely a búvárok rendelkezésére áll. A sziget teljes partvonalát 1979-ben tengeri védett területként jelölték meg, melynek célja a korallzátony és az attól függő tengeri élet megőrzése és védelme volt. Több mint 350 hal faj és hat fajta korall él Bonaire zátonyában. Boulder Star Coral (Montastraea annularis) a leggyakoribb korall, egy 2011-es felmérés szerint.

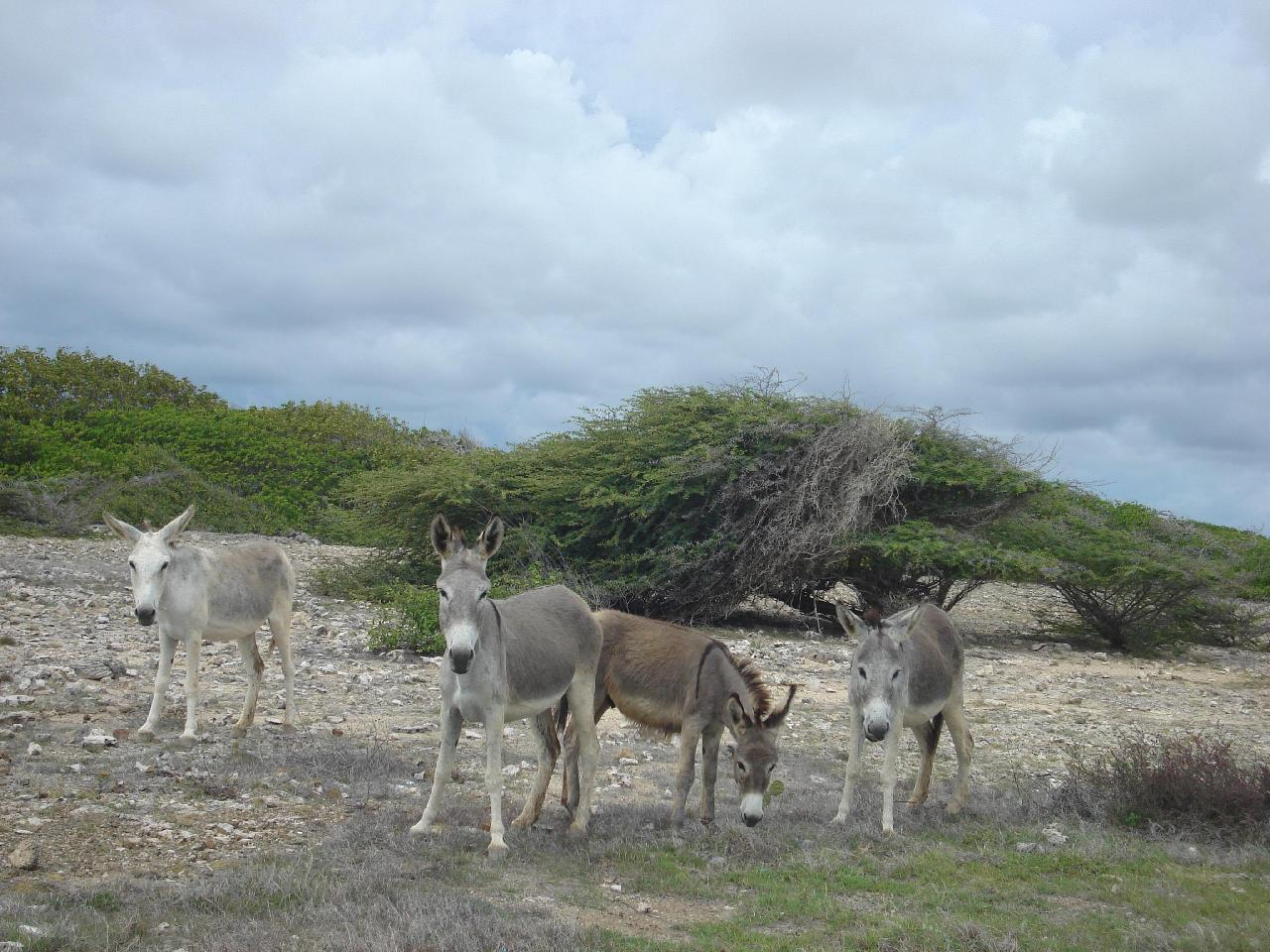
Szamarak csoportja

Bonaire híres a flamingó és szamár populációiról. Bonairén a karibi flamingónak csak négy fészkelőhelye van. Az egyik sziget déli részén fekvő Pekelmeerben található, az emberi bejutás nem megengedett. A 16. században az európaiak Bonaire-ban juhokat, kecskéket, sertéseket, lovakat és szamarakat hoztak be, és a szamarak, kecskék és sertések leszármazottai ma is megtalálhatóak a szigeten.
Bonaire az ökológiailag sebezhető sárga vállú amazon papagáj, az Amazona barbadensis otthona.

### Környezetvédelmi kezdeményezések
Bonaire régóta vezető szerepet tölt be a természetvédelemben és az ökológiai felelősségvállalásban. A Stichting Nationale Parken (STINAPA) 1962-ben alakult azzal a céllal, hogy aktívan védje a sziget állat- és növényvilágát. 1969-ben a STINAPA-nak sikerült létrehoznia flamingó fészkelőhelyet és a Washington Nemzeti Parkot, ez az első ilyen park a karibi térségben. 1979-ben bekerült a Slagbaai ültetvény a parkba, amelyet most Washington Slagbaai Nemzeti Park néven ismerünk. A Bonaire Nemzeti Tengeri Parkot 1979-ben alapították. A Marine Park Bonaire teljes partvonalától, a magas vízjeltől egészen 61 méter mélységig terjed, és magában foglal egy hatalmas mangrove erdőt a Lac-öbölben. Lac Bay, Klein Bonaire, Pekelmeer, Slagbaii és Gotomeer nemzetközileg elismert RAMSAR helyszínek.
A köz- és magánszféra közötti partnerség miatt Bonaire ökoszisztémájának proaktív védelmére programokat dolgoznak ki. Egy új szennyvíztisztító telep járul hozzá a zátonyok és a tengervíz minőségének védelméhez. 2013 márciusában az országos szeméttisztító telep megnyitotta a környezetvédelmi telepet, ahol a lakosság üvegeket, dobozokat, papírokat, fémhulladékot, kartonpapírt, akkumulátorokat, motorolajat, étolajat, elektronikai cikkeket, mobiltelefonokat és textileket hozhat.
A BonRecycling BV elkötelezte magát a Bonaire-i hulladéktermékek újrafeldolgozásának elősegítésében és a bonairei lakosság körében az újrahasznosítás terjesztésének érdekében. A Bonarei Búvárbarátok Egyesülete elkezdte a Debris Free Bonaire programot, amely azt hangsúlyozza,hogy gyűjtsük a partra mosott törmeléket a búvárboltnak és Ők ezt a hulladékot újrahasznosítják.
A Bonaire jelentős mennyiségű villamos energiát kap tizenkét szélgenerátorból az északkeleti partvidék mentéről, amely 2010-ben kezdte meg működését. Ez a megújuló forrás most a sziget villamosenergia-igényeinek 40-45%-át tölti ki. A további megújuló energiaforrások – köztük a biodízel és a napenergia – fejlesztése folytatódik, azzal a céllal, hogy a sziget 100%-ban a megújuló energiaforrásokra támaszkodjon.

## Politika

### A 2010-es népszavazás

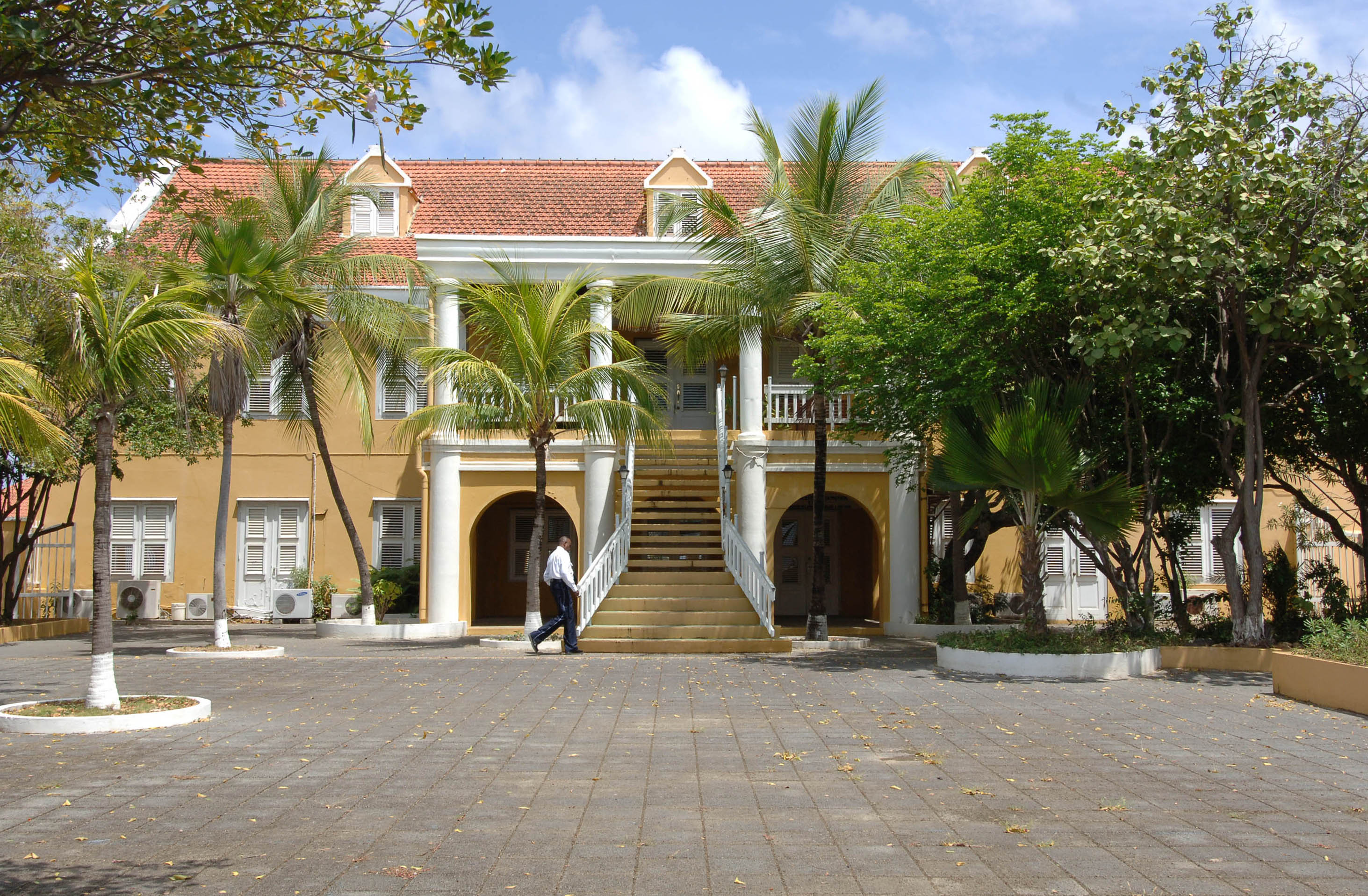
A Kralendijki helyi parlament és a helyi tanács háza.

2010-es népszavazás előtt a Holland Antillákat alkotó Curaçao, Bonaire, Sint Eustatius, St. Maarten és Saba szigetei parlamentáris demokráciaként a holland kormányzati rendszeren alapultak, négyévente szabad választásokkal. A szigetek lakóinak egy része autonómiát akart, mások pedig több integrációt szerettek volna Hollandiával.
2005-ben Hollandia, Aruba és a Holland Antillák kormányai konferenciát tartottak a szigetek alkotmányos reformjának megvitatására. 2006-ban Saint Maarten és Curaçao az területi autonómiát választotta, Bonaire, St. Eustatius és Saba pedig a Hollandiához fűződő szorosabb kapcsolat mellett döntött. A Holland Antillák alkotmányos népszavazása 2010-ben történt meg.
Bonaire népszavazását 2010. december 17-én tartották. A szavazók 84%-os szavazati aránnyal a Hollandia részévé válás mellett álltak ki. A részvétel azonban az előírt 51%  mindössze a 35%-os volt, ezért a népszavazás formálisan eredménytelen maradt, de a szavazati arányokat iránymutatónak tekintették.

### A Holland Antillák felbomlása

Bonaire zászlaja

2010. október 10-én a Holland Antillák felbomlottak. Ennek eredménye képpen a holland kormány átvette Bonaire, St Eustatius és Saba közigazgatását. A három sziget új státusza „különleges község” (bijzondere gemeente) lett, ezek a szárazföldi Hollandia részévé váltak, a holland alkotmány 134. cikkében körvonalazott "nyilvános testület" (openbaar lichaam) formájában. Ezek az önkormányzatok nem tartoznak tartományhoz, közvetlenül kapcsolódnak a központi kormányzathoz.
Bonaire közigazgatása is nagyon hasonlít a közönséges holland önkormányzatokra, mivel polgármestere és önkormányzati tanácsa van, és a legtöbb holland törvény érvényes a szigeten. A szigeten a holland jogszabályokat fokozatosan vezették be. Bonaire megőrizte saját egyedi kultúráját, miközben a lakosok ugyanolyan jogokat élveznek, mint a holland állampolgárok, beleértve a holland parlamenti választásokon való szavazásra vonatkozó jogot is. A három szigetet Hollandia részének tekintik, azonban nem lettek részesei az Európai Uniónak, ezért nem tartoznak az uniós jog hatálya alá.

### Valuta
2011 óta az amerikai dollár a hivatalos fizetőeszköz, korábban a holland antillákbeli forint a hivatalos pénznem.

### Adók
Bonaire, St Eustatius és Saba külön adórendszere nagyobb kockázatot jelent a kettős adóztatás vagy a kettős adómentesség tekintetében. A kockázat felszámolása érdekében két tervet vezettek be. Az egyik terv megakadályozza a kettős adóztatást Hollandia (Európa) és a BES-szigetek között, míg a másik a kettős adóztatást akadályozza meg a BES-szigetek és harmadik országok között. Az új rendszer összesen évi 52 millió dolláros adóbevételt eredményez, ami megegyezik a három szigetek jelenlegi adóbevételeivel.

## Gazdaság

### Turizmus

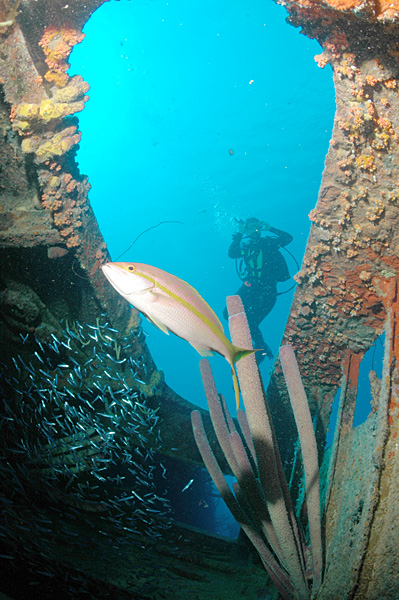
Búvár a Hilma Hooker nevű hajó roncsánál

Bonaire gazdasága elsősorban a turizmuson alapul, kihasználva meleg, száraz klímáját és természeti környezetét. A sziget búvárkodóknak és snorkelerseknek ad otthont. Bonairét évek óta széles körben ismerik a búvárközösségben, mint a világ egyik legjobb búvár célpontja.
A Bonaire Marine Park összesen 86 nevű merülési helyet kínál, és több mint 57 fajta lágy és kőkemény korallból és több mint 350 rögzített halfajból áll az itteni populáció. A legtöbb üdülőhelynek és hotelnek búvárboltja van, és más szálláshelyek merülési műveletekkel vannak kapcsolatban. A rendszámtáblákon szerepel a Divers Paradise logó (magyarul: Búvárok Paradicsoma).
Lac Bay, a sziget délkeleti részén, vonzza a szörfösöket a világ minden tájáról Bonairére. A sekély öböl a sziget szélső oldalán helyezkedik el, így a szelek erősek és állandóak. Az öböl száján átívelő zátony a szörfösök számára lehetővé teszi, hogy az általuk kedvelt hullámokat válasszák. Lac Bay a PWA Windsurfing Freestyle Világkupa egyik állomása, és a Prokids IFCA bajnokságnak ad otthont. A PWA tíz legmagasabb rangú freestyle szörföse közül öt a Bonaire szigetén született: Kiri Thode, Amado Vrieswijk, Bjorn Saragoza, Tonky Frans és Taty Frans. A Lac-öböl északi végén a Karib-térség egyik legjobban megőrzött mangrove erdeje található.
Bonaire több mint tizenöt túrahajó kikötője, amik szezononként több mint nyolcvanszor kötnek ki a szigeten. A Bonairei tengerjáró hajók teljes utaskapacitása körülbelül 185 ezer fő.
Bonaire idegenforgalmi infrastruktúrája számos szálláshelyt kínál, beleértve a szállodákat, a teljes körű szolgáltatást nyújtó üdülőhelyeket, néhány kisebb panziót és mindenféle önellátó nyaraló bérlését. Egyéb turisztikai tevékenységek közé tartozik kite-boarding, hegyi kerékpározás, túrázás, vitorlázás, halászat, csónakázás, és a madár-figyelés. Az összes turisztikai bevétel Bonairében évente 125 millió dollárra becsülhető.

### Egyéb bevételi források

#### Sótermelés
A természetesen alacsony fekvésű földrajzi helyzetet kihasználva Bonaire déli részének nagy részét olyan óriási tavakká és medencékké alakították, amelyek elpárolognak, hogy sót termeljenek. Jelenleg a Cargill által üzemeltetett napenergiával működő sótermelés évente 400 000 tonna ipari minőségű sót termel. Begyűjtés után a sót mossuk és nagy egységekben tároljuk. A só termelőhelyeknél saját mólót működtetnek, ahol a hajókat az észak-amerikai, európai és nyugat-csendes-óceáni piacokra szánt sóval töltik fel. Bonaire sója leginkább ipari szerepet tölt be.
Olaj tárolása és szállítása – A Bonaire Petroleum Corporation (BOPEC) Bonaire fűtőolajának tárolására és átrakodására szolgáló terminál. A BOPEC teljes egészében a venezuelai PDVSA olajvállalat tulajdonában áll, és elsősorban Venezuelából származó finomított és nem finomított olajok és Curaçao és Aruba finomítói többszintű tárolóhelyeként működik. A BOPEC engedéllyel rendelkezik a tüzelőanyagok tárolására is. A BOPEC # 1-es mólója akár 500 000 DWT-s tartályhajót is képes fogadni, ami azt jelenti, hogy a világon csak hét hajó van, amelyek túl nagy a BOPEC terminál számára. Úgy tűnik, hogy a 2010-es BOPEC-terminál kigyulladása jelentős hatással volt a Goto-tóra és legalább egy közeli lagúnára.

### Közlekedés

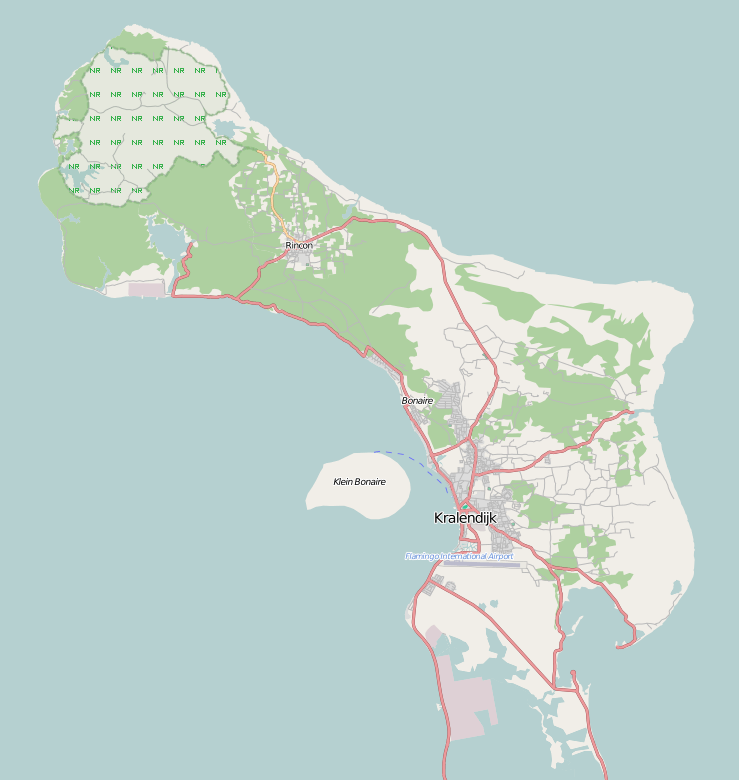
Bonaire és Klein Bonaire térképe. A repülőtér Kralendijktől nem messze található.

Bonaire első repülőtere a Tra'i Montaña, Subi Blanku közelében volt. A repülőtér túl kicsi volt, amikor 1943 második felében amerikai katonák érkeztek Bonairébe. A parancsnok kijelentette: hogy új repülőteret kellett építeni. Az építkezés 1943 decemberében kezdődött, az 1945-ben megnyílt új "Flamingó repülőtér". Egy kis terminál is épült, amely akkoriban alkalmas volt az utasok fogadására. Ezt az épületet 1976 közepéig használták. A repülőtér később több bővítést kapott.
Ma a repülőtér a Flamingo Nemzetközi Repülőtér néven ismert, és számos hazai és nemzetközi légitársaság szolgálja ki. Az USA-ból származó légitársaságok közé tartozik a Delta Air Lines és a United Airlines. Az európai légitársaságok közé tartozik a TUI Netherlands és a KLM. A Curaçaoba való eljutás a Divi Divi Air és az Insel Air segítségével érhető el. Egyéb légitársaságok is közlekednek menetrend szerinti járatokkal a szigetre.
A repülőtér tűzoltósággal, ellenőrző toronnyal és hangárral van felszerelve. A jelenlegi repülőtéri létesítmények, a kifutópálya és a tűzoltóállomás módosítására tervek készülnek.

## Települések
A szigetnek két városa van: Kralendijk (a főváros) és Rincon.

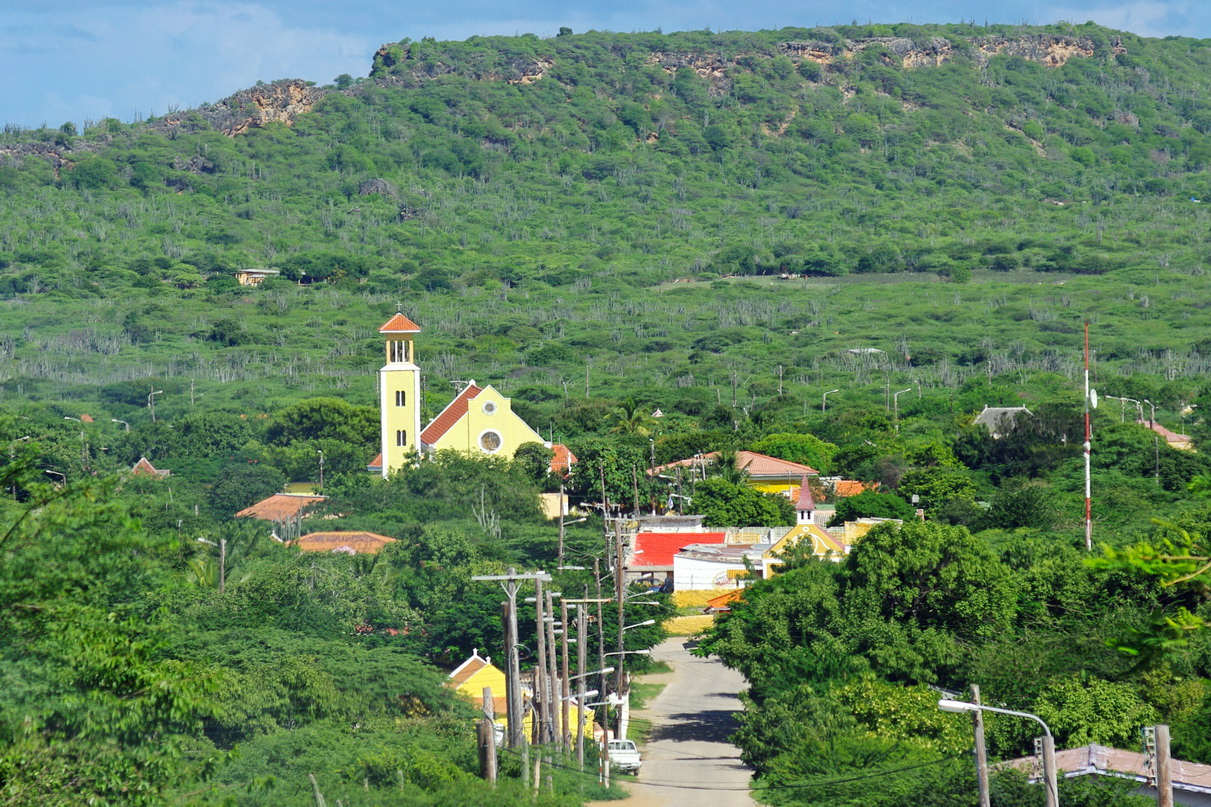
Templom Rinconban.

Kralendijknek számos külvárosa / környéke ven, bár egy ilyen kis népességű szigeten a megkülönböztetés nem mindig egyértelmű. Kralendijk külvárosai / környékei a következők:
- Antriol
- Belnem
- Hato
- Lima (nem összetévesztendő Peru fővárosával, Limával.)
- Noord Salina
- Nikiboko
- Republiek
- Sabadeco
- Sabana
- Santa Barbara
- Tera Cora

Más kisebb települések:
- Fontein
- Lagoen
- Sorobon
- Spelonk
- Wanapa

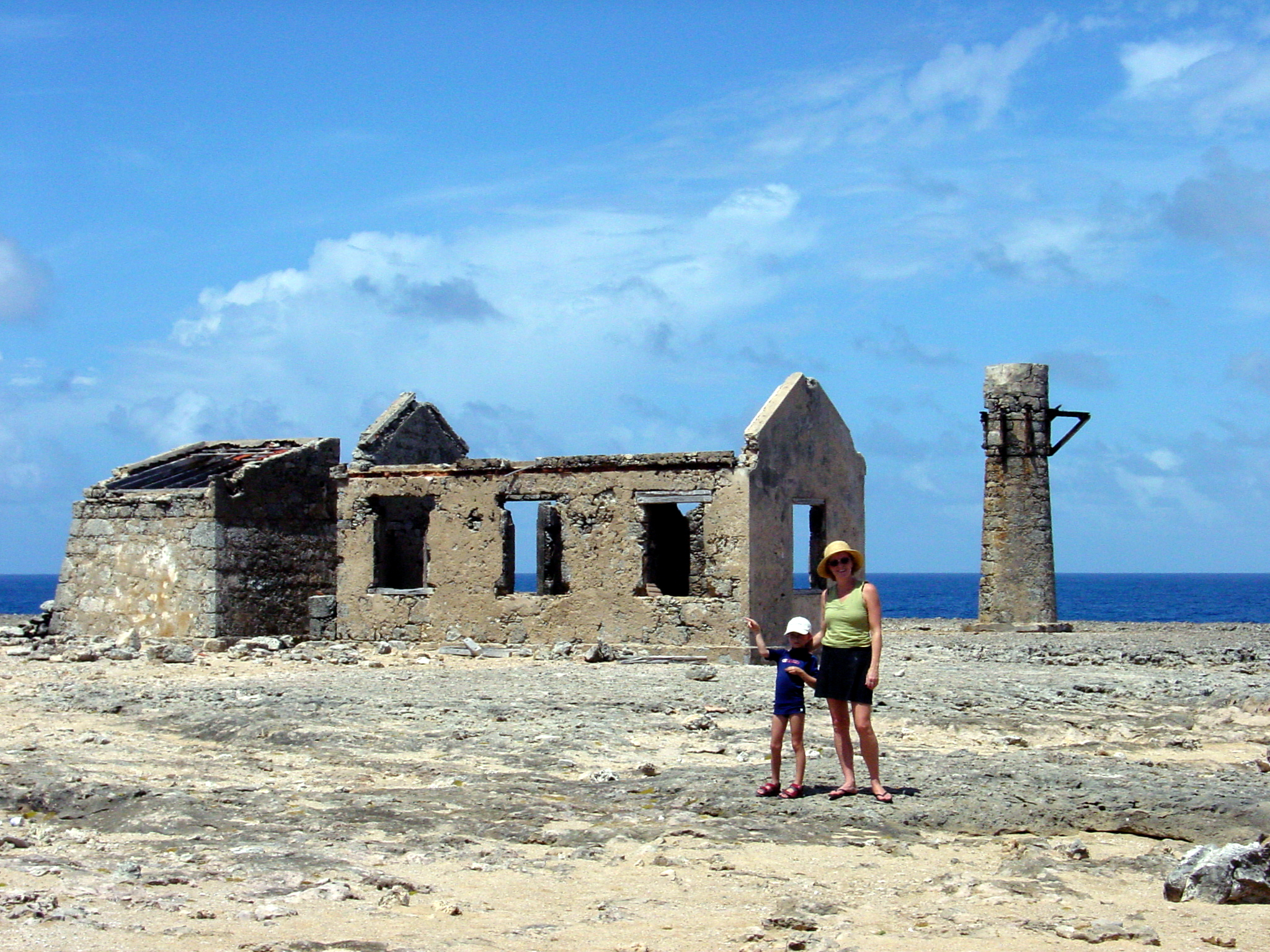
Az Old Malmök világítótorony a Washington Slagabai Nemzeti Parkban található.

További kisebb települések is voltak a nemzeti park területén, de ezeket a településeket lakóik elhagyták:
- Labra
- Ishiri
- Kokorobi
- Jan Doran
- Vlijt
- Rigot
- Porto Spano
- Kunchi

### Vallás
A sziget lakosságának nagy része római katolikus (85%), de vannak kisebb protestáns közösségek.
| Római katolikus | 68% |
| Protestáns      | 16% |
| Egyéb felekezet | 4%  |
| Nem vallásos    | 12% |

## Oktatás
Bonaire oktatási rendszere a holland oktatási rendszeren alapul. A korai évfolyamokat kizárólag papiamento nyelven tanítják, majd később a holland nyelv kerül bevezetésre.

## Nyelv
A holland Bonaire hivatalos nyelve, mivel a sziget Hollandia része. A 2001-es népszámlálás szerint a lakosság 8,8%-ának fő nyelve. A legelterjedtebb nyelv a kreol nyelvcsaládba tartozó papiamento nyelv, amely a lakosság 74,7%-ának az elsődleges nyelve. A spanyol az emberek 11,8%-ának a fő nyelve, 2,8%-ának az angol az elsődleges nyelve, az egyéb nyelvek száma pedig 1,8%-ot tesz ki.
| Holland    | 8,8%  |
| Papiamentu | 74,7% |
| Spanyol    | 11,8% |
| Angol      | 2,8%  |
| Egyéb      | 1,8%  |

## Szabadidő és szórakozás

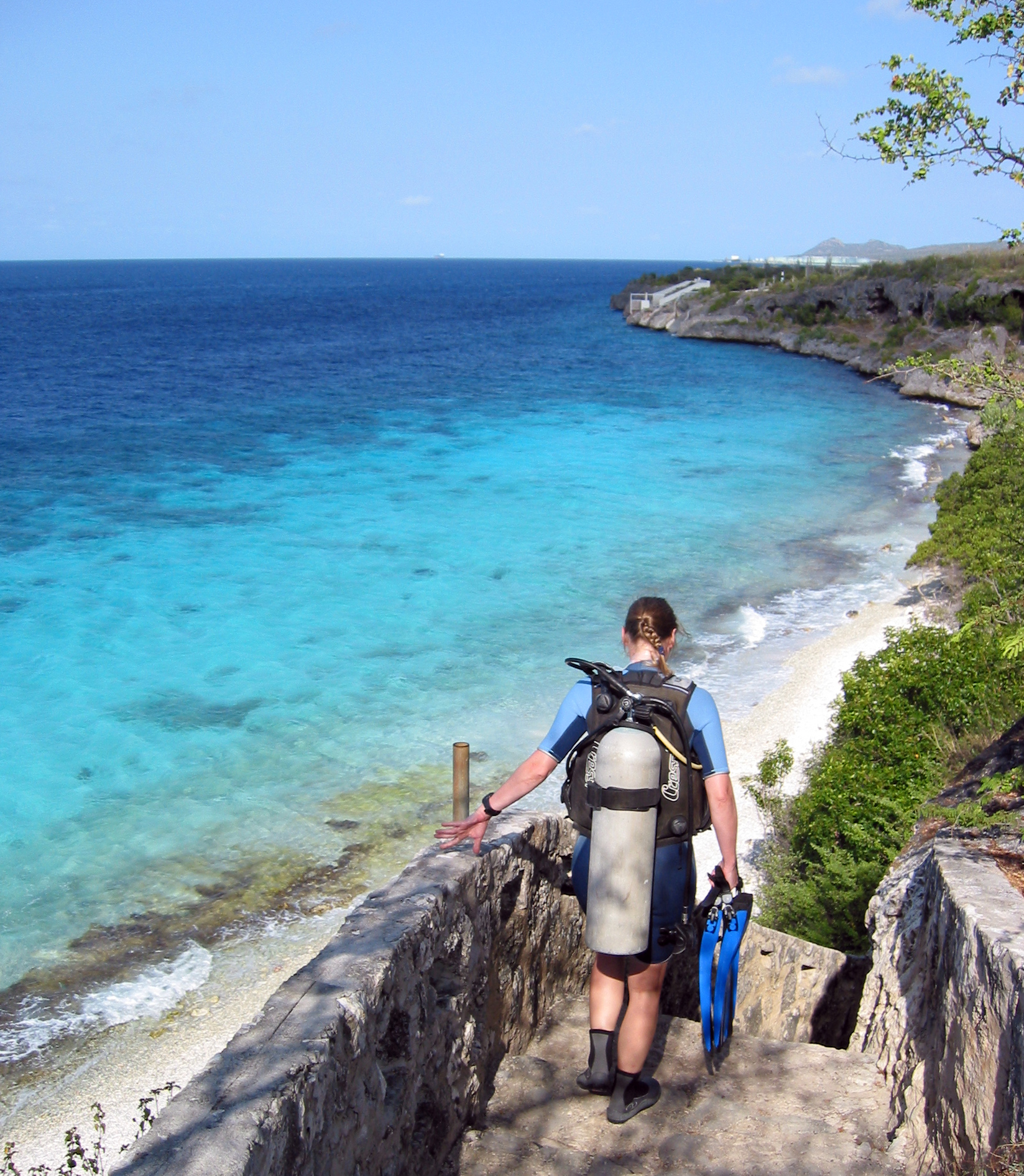
Bonaire népszerű turisztikai célpontja a szabadidős búvárkodásnak és a part menti snorkellingnek is.

### Média

#### Trans World Radio rádióállomás
A Trans World Radionak rádió átjátszó állomása (PJB3-AM) működik a szigeten egy középhullámú adóval és több rövidhullámú adóval 12 ° 6'23 "N 68 ° 17'1" W. A középhullámú adó a legerősebb Amerikában, amely akár fél megawattal is működik. A középhullámó adó antennája négy 231,6 méteres árbócból áll.

#### Radio Netherlands Worldwide
A Radio Netherlands Worlwide világszerte rövidhullámú átjátszó állomásokat üzemeltetett 12 ° 12'48 "N 68 ° 19'23" W.
A magasabb hangminőséget és nagyobb rugalmasságot nyújtó internetes linkek széles körű elérhetőségének köszönhetően a Bonaire RNW-ről szóló rövidhullámú adások megszűntek, és 2012. október végén a rádióállomás bezárt, és a berendezések lebontásra kerültek.

### Sport
Bonaire legnépszerűbb sportjai a baseball, a szörf, az atlétika, a labdarúgás, a tenisz és a röplabda. A Bonaire Labdarúgó Szövetség a CONCACAF tagja és a Bonaire Röplabda Szövetség a NORCECA társult tagja. A baseball csapatok a karibi régióban játszanak a kisliga és a PONY Baseball and Softball bajnokságban. Bonairét is megerősítették az Asztalitenisz Országos Szövetségnek a 218. tagjaként.

### Gasztronómia
Bonaire konyhája spanyol és holland hatások ötvöződéséből jött létre, ezért eltér a többi karibi gasztronómiától.
Közkedvelt alapanyag a kecskehús valamint a tenger gyümölcsei, s bár az ételekre jellemző a fűszerezés, de hiányzik az erőspaprika a konyháról. Az egyik kedvelt fogás a pastechi, egyfajta tésztapárnácska, amely könnyed harapnivaló, töltelékje pedig lehet hús, baromfihús vagy garnélarák.
A sziget másik jellegzetes étele a guiambo nevű leves, amely okrából és a tenger gyümölcseiből készül. A sopi piska egy helyi halászlé, míg a sopi kadushi nevű levesnek egyedülálló módon a kaktusz az alapanyaga. Grillezett tűzhalból álló különlegesség a piska kriyoyo, amihez rizs és paradicsommártás dukál.
Kecskéből készülő fogás a kabritu stobá nevű pörkölt, gazdagon fűszerezve, paradicsommártással. A marhahús ritka, viszont abból készül a baka stobá nevű pörkölt. A fűszeres hússal töltött edamisajt, a híres holland sajt itteni változata.
Az erőspaprikát Bonaire-n a pika siboyo helyettesíti, amely pácolt hagymából készült ecet és paprika hozzáadásával.
Az édességek közül a legismertebb a cocada, amely karamelizált kókuszreszelék, azt italok közül pedig a tequilához hasonló tekibon, amelyet kaktuszból készítenek.

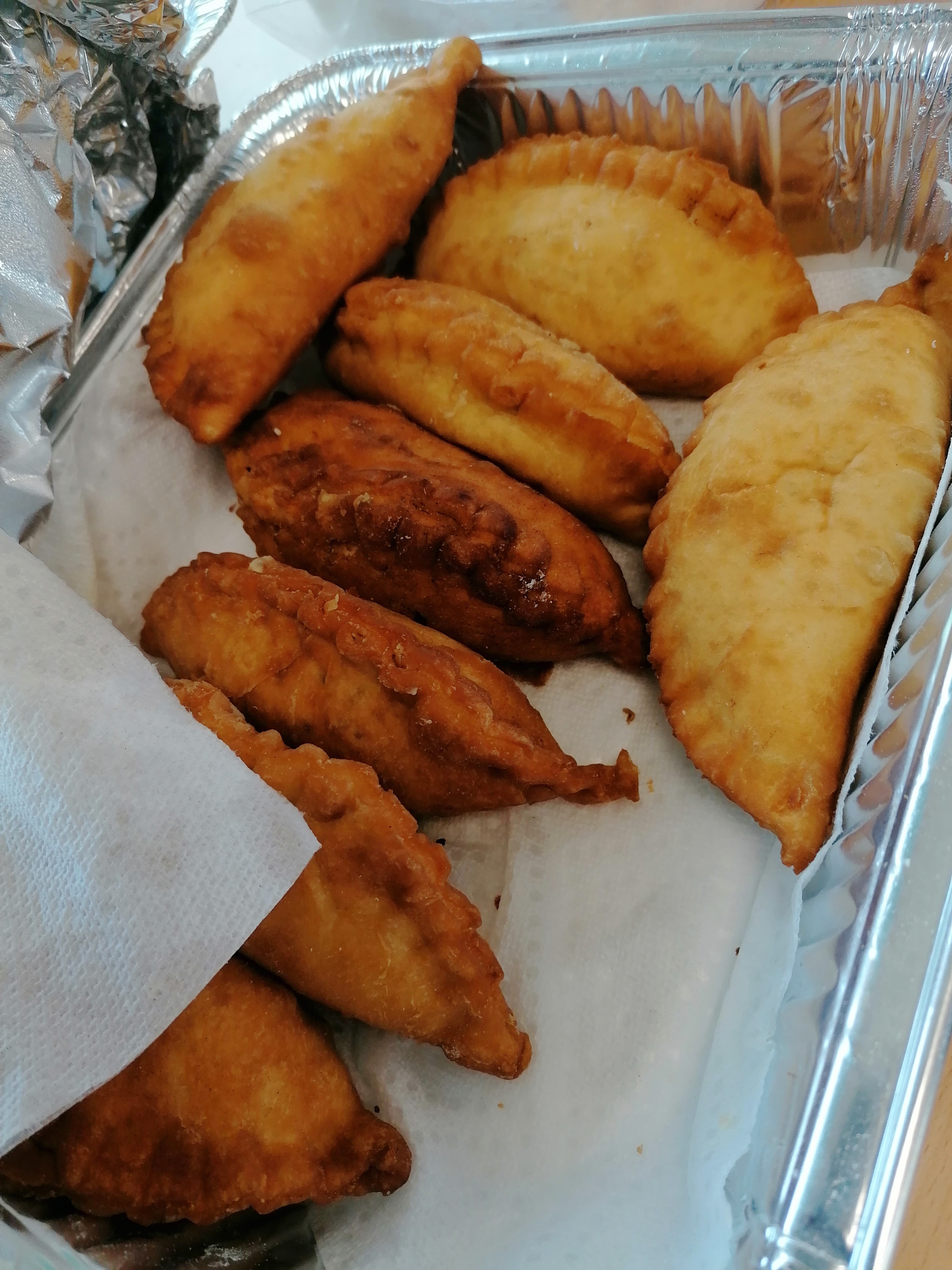
Pastechi
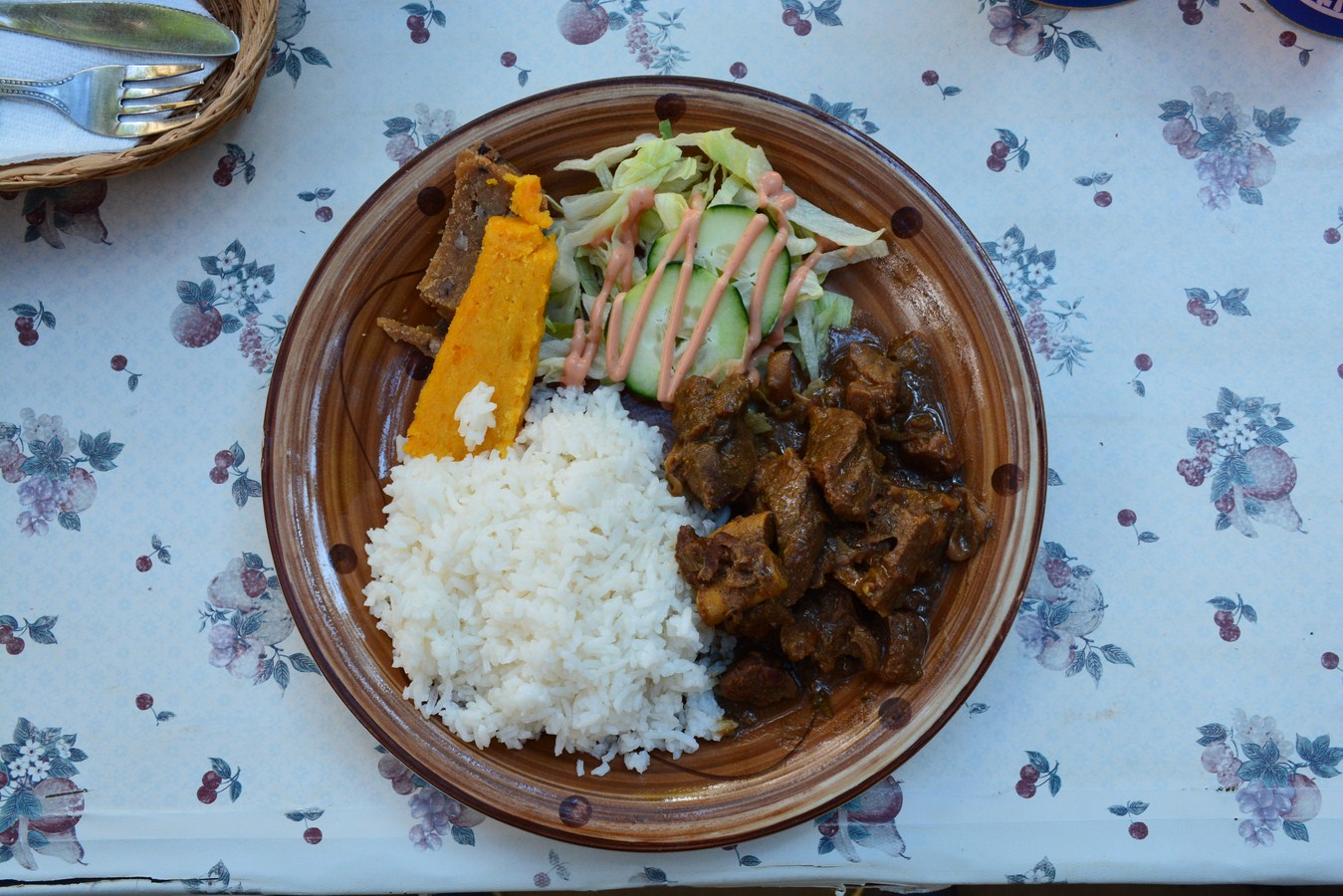
Kecskehús bonaire-i módra
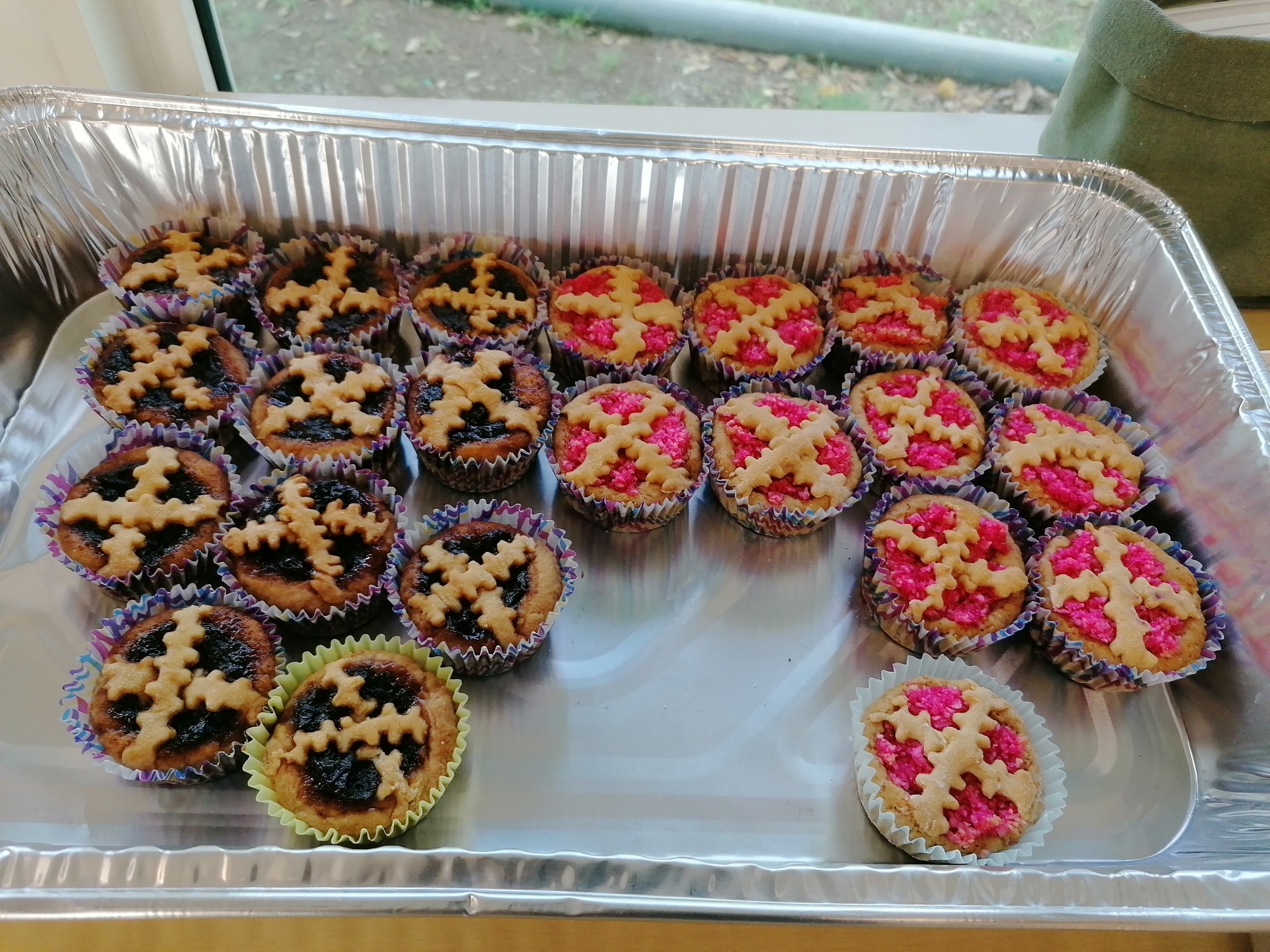
Bonaire-i sütemények
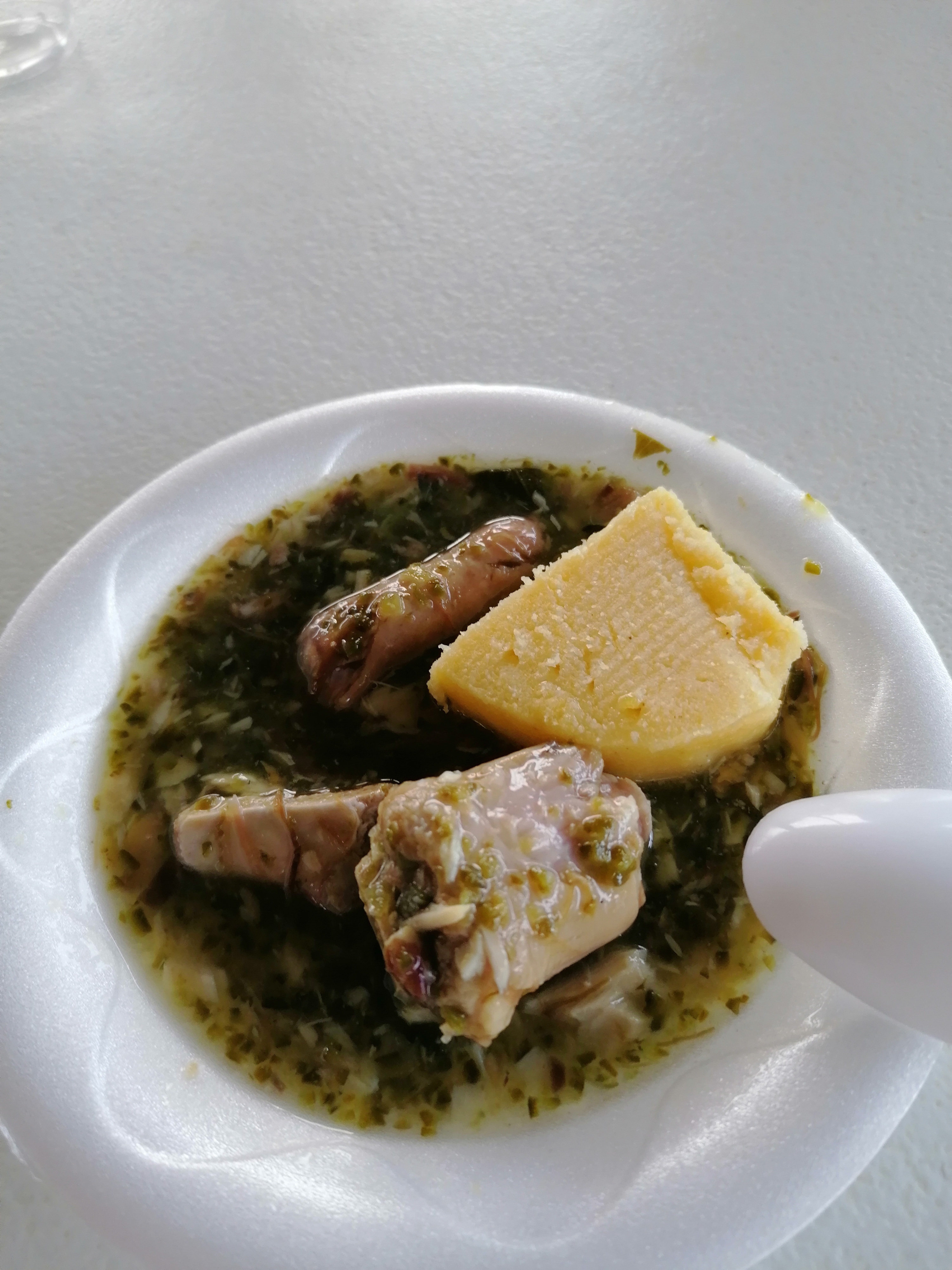
Sopi kadushi
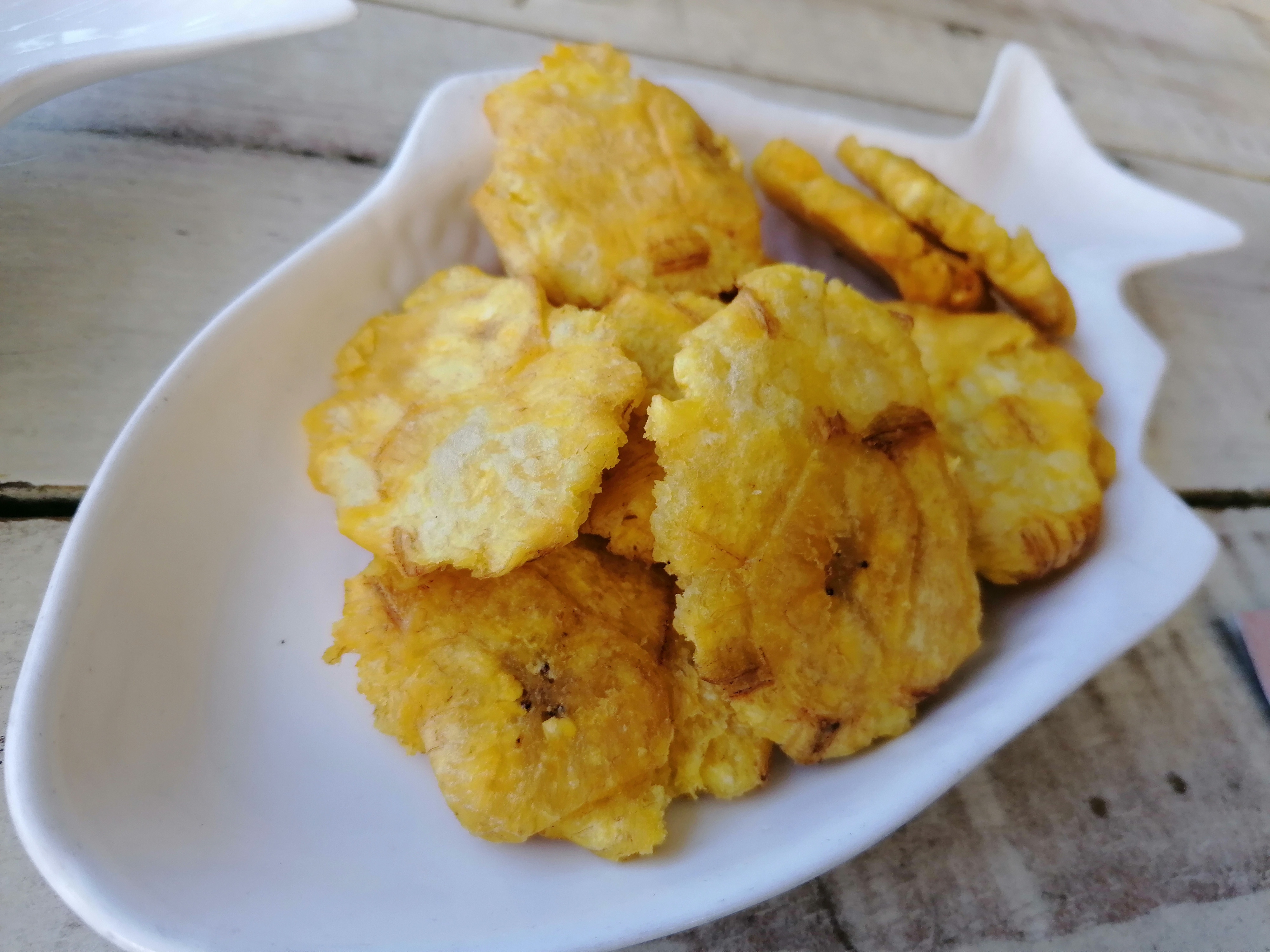
Bonaire-i pirított tésztácska, a tostada
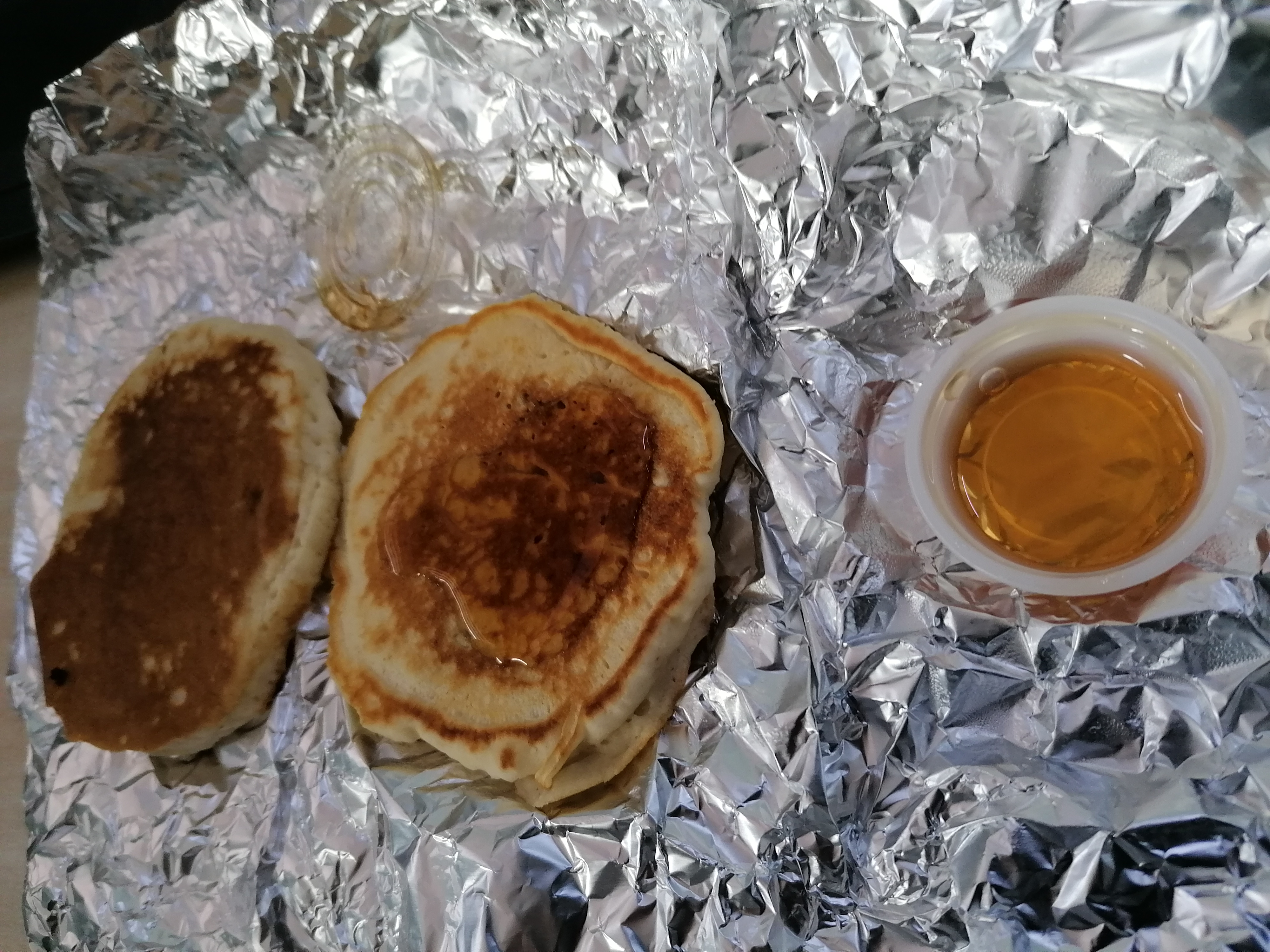
Bonaire-i palacsintaféle, a repa pampuna
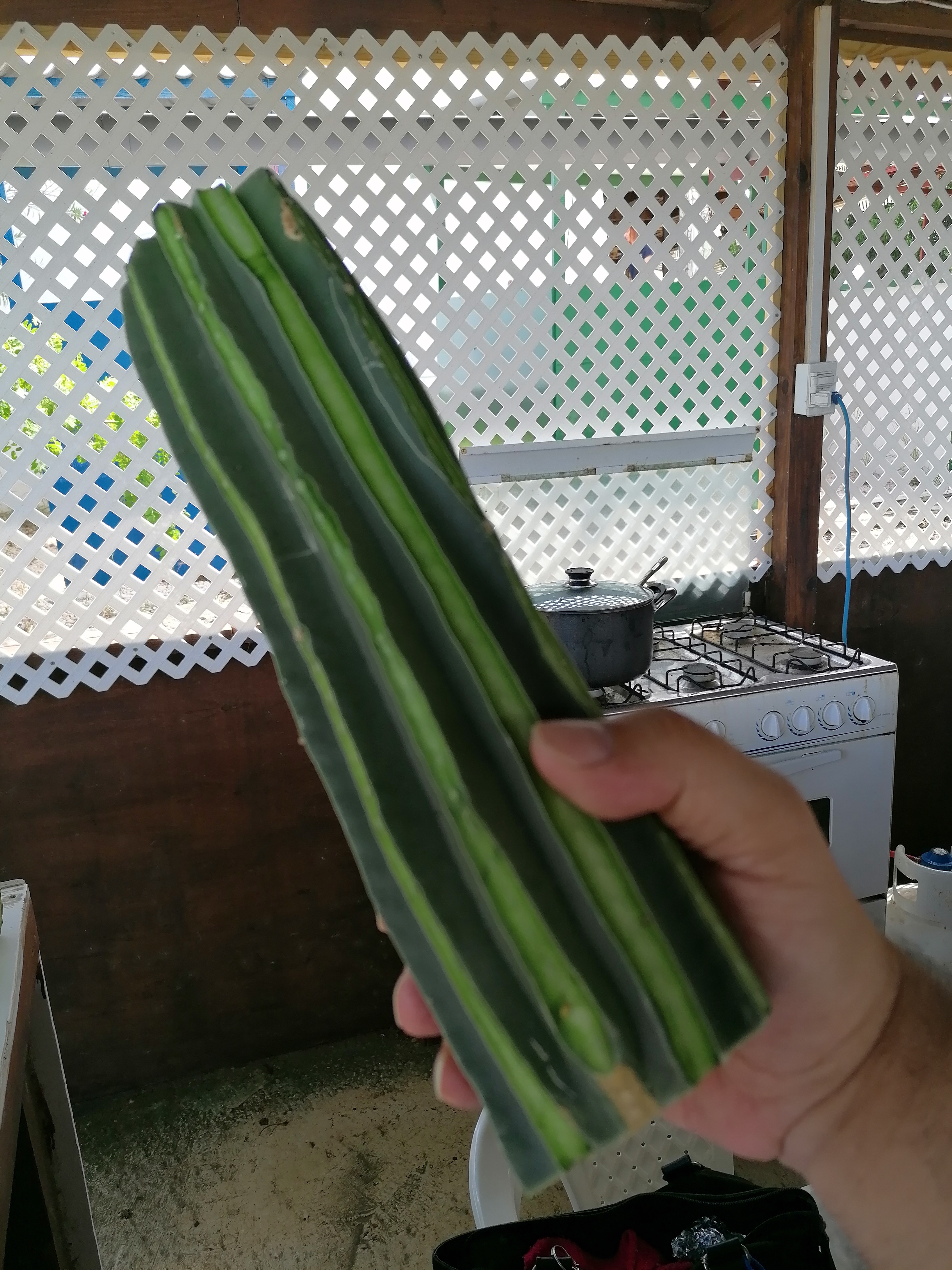
A sopi kadushihoz készülő, tüskéitől lecsupaszított kaktusz

## Fordítás
- Ez a szócikk részben vagy egészben a Bonaire című angol Wikipédia-szócikk ezen változatának fordításán alapul.  Az eredeti cikk szerkesztőit annak laptörténete sorolja fel. Ez a jelzés csupán a megfogalmazás eredetét és a szerzői jogokat jelzi, nem szolgál a cikkben szereplő információk forrásmegjelöléseként.